# Amenemhet VI.
Seanhibre Ameni Antef Amenemhet VI. je bil faraon Trinajste egipčanske dinastije, ki je vladala v prvi polovici 18. stoletja pr. n. št. To obdobje se šteje za pozno Srednje egipčansko kraljestvo ali zgodnje drugo vmesno obdobje Egipta. Amenemhet VI. je vladal malo časa, verjetno tri leta ali manj. Dokazan je na nekaj izvirnih artefaktih in dveh različnih  seznamih kraljev. Bil je morda član večje družine faraonov, iz katere so bili faraoni Amenemhet V., Ameni Kemau, Hotepibre in Iufni. 

## Dokazi

### Zgodovinski
Amenemhet VI. je omenjen na Torinskem seznamu  kraljev, sestavljenem v zgodnjem ramzeškem obdobju, ki služi kot primarni zgodovinski vir za  vladarje v drugem vmesnem obdobju Egipta. V zadnji različici Torinskega seznama, ki jo je predlagal danski egiptolog Kim Ryholt, je omenjen v 10. vrstici 7. kolone seznama s priimkom Seanhibre. Na Gardinerjevi in Beckerathovi različici seznama je zapisan v 10. vrstici 6. kolone.
Amenemhet VI. je omenjen tudi v 37. vnosu Karnaškega seznama kraljev.

### Arheološki
Amenemhet VI. je dokazan na nekaj primarnih artefaktih.  Mednje spadata valjasta pečatnika iz  el-Mahamid el-Qiblija v Gornjem Egiptu. Eden od njiju je posvečen "Sobeku, gospodarju Semenuja". V Karnaku so odkrili darilno tablico s kartušo Amenemheta VI. Tablica je zdaj v Kairskem muzeju (CG 23040). Na steli iz Abidosa je omenjen uradnik Seanhibre-Seneb-Senebefeni. Njegovo ime je najverjetneje bazilofor, posvečen  Seanhibre Amenemhetu. Na arhitravu iz zasebne grobnice na heliopolski nekropoli  je kartuša z imenom Seanhibre. Nadavne raziskave kažejo, da kartuša morda  pripada nekemu drugemu faraonu s podobnim imenom Seanhibtavi Seanhibre.

## Kronologija

### Relativni kronološki položaj
Relativni kronološki položaj Amenemheta VI. je razviden iz Torinskega seznama kraljev. Njegov predhodnik je bil slabo dokumentiran faraon Iufni, naslednik pa podobno neznan faraon Semenkare Nebnuni.

### Absolutni kronološki položaj
Absolutni kronološki položaj Amenemheta VI. je zarani pomanjkljivih podatkov za njegove predhodnike iz Trinajste dinastije manj zanesljiv. Po mnenju Kima Ryholta in Darrella Bakerja je bil osmi faraon dinastije, po mnenju  Thomasa Schneiderja, Detlefa Frankeja in von Beckeratha  pa sedmi vladar dinastije. Dolžina njegovega vladanja je zaradi slabega stanja Torinskega seznama kraljev neznana. S papirusa se lahko prebere samo podatek   [...] in 23 dni. Ryholt mu kljub temu pripisuje tri leta vladanja od leta 1788 do 1785 pr. n. št.

## Ozemlje
Ali je Amenemhet VI. vladal na celem ozemlju Egipta ali ne, ni jasno. Zelo verjetno je vladal v Spodnji Nubiji, ki so jo osvojili faraoni Dvanajste dinastije in je niso zapustili najmanj šestdeset let. Njegova oblast v Spodnjem Egiptu je vprašljiva. Ryholt je prepričan, da je v tem času že obstajala kanaanska Štirinajsta dinastija,  ki je ustanovila neodvisno kraljestvo najmanj v vzhodni delti Nila, nekateri drugi, med njimi Gae Callender, Janine Bourriau in  Darrell Baker, pa trdijo,  da Štirinajsta dinastija ni mogla obstajati pred Sobekhotepom IV. iz Trinajste dinastije.

## Družina
Egiptolog Kim Ryholt trdi, da je bil Amenemhet VI. član velike družine, iz katere so izhajali faraoni  Sekemkare Amenemhet V., Ameni Kemau, Hotepibre Kemau Siharnedjheritef in Iufni. Trditev utemeljuje z dvojnimi imeni naštetih faraonov, ki naj bi bila filiativna, se pravi da so omenjala enega od prednikov. Imeni  Ameni in Ameni Kemau bi lahko pomenili, da je bil sin Amenemheta V., in da ga je nasledil sin  Hotepibre Kemau Siharnedjheritef. Podobno bi lahko trojno ime Ameni Antef Amenemhet (VI.)  pomenilo "Amenemhet, sin Antefa, sina Amenija", verjetno zato, ker je bil njegov oče "sin kralja Antefa", dokazanega na skarabejskih pečatnikih. Natančne povezave Amenemheta VI. z drugimi družinskimi člani se zaradi kratke vladavine in pomanjknja materialnih dokazov ne da ugotoviti.
Manj kot deset let po Amenemhetu VI. je na prestol prišel faraon Renseneb Amenemhet. Po enaki logiki bi lahko bil sin faraona Amenemheta, ki bi lahko bil Amenemhet VI., ali enega od vmesnih faraonov. Ryholtovi analizi nekateri egiptologi oporekajo, ker temelji na nadokazani predpostavki, da so dvojna imena filiativna. 